# جرژسواویتسه
جرژسواویتسه (به لهستانی:  Dzierżysławice) یک روستا در لهستان است که در گمینا گووگووک واقع شده‌است.